# 核兵器運搬手段
核兵器運搬手段 (かくへいきうんぱんしゅだん、英語: Nuclear weapons delivery) とは、核兵器を対象近くまで運ぶ技術システムである。

## 概要
核兵器が兵器として有用であるためには、所定の場所に迅速かつ確実に運搬し、爆発させることが重要である。特に開発初期の核兵器は大型・大重量であり、運搬手段の確保そのものが問題となった。戦略核兵器については、長距離を運搬し、正確に敵拠点を破壊するために、運搬手段そのものも重視されている。

## 歴史
リトルボーイやファットマンなど最初期の核兵器は大型で大重量であった。また、1940年代前半においては、ロケットについても大重量を運搬できるほどの能力は有していなかった。そのため、運搬手段は爆撃機に限られ、自由落下の核爆弾として運用するほかなかった。
第二次世界大戦後もその状況は継続し、1947年にアメリカ空軍が独立しても、核兵器運搬手段は空軍の大型爆撃機のみであった。そのため、長距離核爆撃機（戦略爆撃機）であるB-36が重要視された。核兵器運搬手段ではなかった航空母艦および艦載機は相対的に軽視され、提督たちの反乱などアメリカ海軍の反発を受けたものの、ユナイテッド・ステーツは1949年4月に起工5日で建造中止となった。
このような経緯もあり、アメリカ海軍は核兵器運搬手段の取得に熱心なものとなった。核爆弾を搭載したP-2を艦上からJATOにより発進させるなどということを行っていた。着艦は不能であるため陸上基地に帰還するか、母艦の付近に不時着水するという無理のある運用構想であった。1949年に重艦上攻撃機であるAJ サヴェージの配備が開始され、実用的な核兵器運搬手段の可能性が見えてきた。核弾頭の小型化もあり、1956年にアメリカ海軍は重艦上攻撃機・A-3の配備を開始し、艦載機による戦略的核兵器運搬手段を獲得した。
アメリカ空軍においては、B-36に引き続き、B-47やB-52が実用化され、核兵器運搬手段としての爆撃機部隊は充実したものとなっていた。
1950年代の後半に至ると、核兵器の小型軽量化のほか、弾道ミサイルの技術開発が進んできた。1959年に大陸間弾道ミサイルのアトラスが、1960年には潜水艦発射弾道ミサイルのポラリスの配備が開始された。これにより核兵器運搬手段としての航空機の重要性が低下し、XB-70は開発中止され、艦載機のA-5は核攻撃任務から外された。
技術開発ともに核弾頭は小型化し、各種ミサイルに搭載されるようになった。戦略核兵器についても、一部の大型核爆弾を除き、ミサイル搭載となっている。
第二次戦略兵器制限交渉などでは、核兵器の弾頭数のみならず、運搬手段についても制限事項となっている。

## 主な運搬手法

### 航空機
初期の核兵器は爆撃機に搭載した核爆弾のみであった。当初は、高空より大型の核爆弾を投下するのみであった。核爆弾が小型化し、戦術機にも搭載できるようになると、爆心地と投下機との距離を稼ぐことができるトス爆撃法が編み出された。特に巡航ミサイルの発達により、核兵器運搬手段の爆撃機はミサイル母機としての運用が多くなっている。

### ミサイル
核ミサイルも参照。弾道ミサイルは、現代の核兵器運搬手段の主力となっているものである。弾道ミサイル用の核弾頭には、小型化技術が必須であり、高度な技術を要する。弾道ミサイルは命中精度が低くなりがちなものの、被迎撃性が低く、核兵器運搬手段として優れている。

### 核砲弾・戦術ロケット
大砲より発射する核砲弾や戦術ロケットによる運搬手段としてデイビー・クロケットも配備された。これらは数キロから数十キロしか運搬できない。